# 도코노마

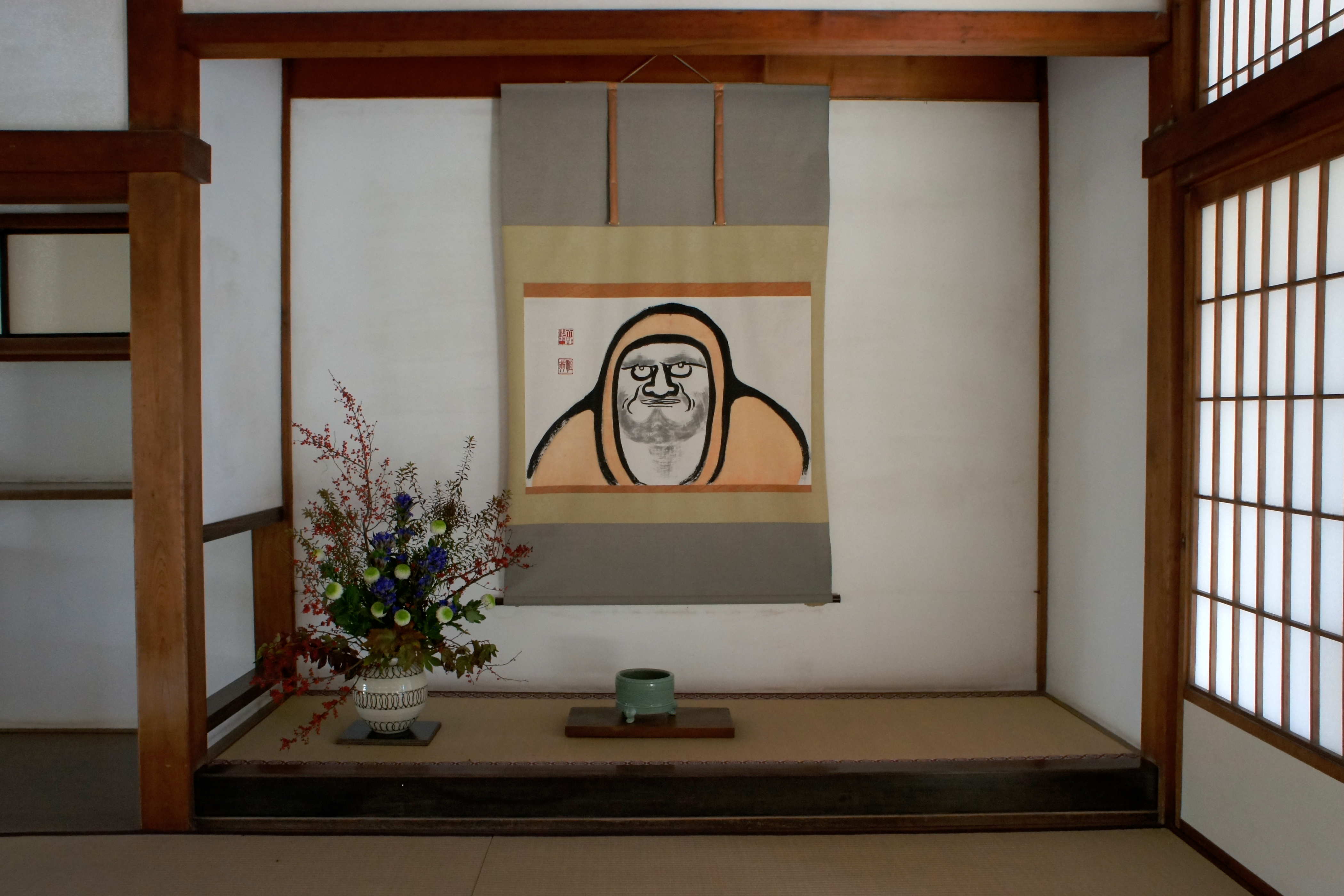
도코노마

도코노마(일본어: 床の間)는 일본의 건축중에, 방에서 어떤 공간을 마련해 인형이나 꽃꽂이로 장식하고, 붓글씨를 걸어 놓는 곳을 말한다. 벽 쪽으로 움푹 패여있으며, 바닥이 방바닥보다 위로 올라가 있는 것이 특징이다. 집에 손님이 오면 손님은 도코노마를 등지고 앉고 주인은 그 맞은편에 앉는다. 무로마치 시대에 생긴 것으로 보고 있다. 그리고 도코노마는 각 가정의 부를 상징하는 용도로도 이용되곤 한다